# 杰茜卡·休伊特
杰茜卡·休伊特（英語：Jessica Hewitt，1986年10月9日—），加拿大女子短道速滑运动员。她曾代表加拿大参加2014年冬季奥林匹克运动会短道速滑比赛，获得女子3000米接力银牌。